# جیسون سیلوا
جیسون لوئیس سیلوا میشکین (زاده ۶ فوریه ۱۹۸۲) یک شخصیت تلویزیونی، فیلمساز، آینده پژوه، فیلسوف و گوینده ونزوئلایی-آمریکایی است.
او به واسطه مستندهایی همچون بازی‌های ذهن و ریشه‌ها شناخته شده‌است.
او اعلام کرده که هدفش استفاده از فناوری برای برانگیختن مردم در مورد فلسفه و علم است.